# Pyrenaria spectabilis
Pyrenaria spectabilis là một loài thực vật có hoa trong họ Theaceae. Loài này được (Champ. ex Benth.) C.Y. Wu & S.X. Yang mô tả khoa học đầu tiên năm 2005.